# Зендалі
«Зендалі» (англ. Zandalee, іноді перекладають як Зандалі) — американський еротичний трилер 1991 року, знятий Сем Піллсбері та заснований на романі Еміля Золя 1867 року «Тереза Ракен». У ролях: Ніколас Кейдж, Джадж Рейнгольд, Еріка Андерсон, Вівека Ліндфорс, Джо Пантоліано та Стів Бушемі.

## Сюжет
Зендалі Мартін — молода власниця бутіка в Новому Орлеані, яка відчуває сексуальне розчарування та нереалізованість у шлюбі з Тьєррі Мартіном, і врешті-решт заплутується у пристрасному, чуттєвому та бурхливому адюльтерному романі з таємничим та вільнодумним давнім другом свого чоловіка Джонні Коллінзом. Шлюб Зендалі та Тьєррі занепав і, здається, руйнується через брак пристрасті.
Стосунки Зен та Тьєррі стають дедалі більш відстороненими. Раніше він був поетом, а тепер, після смерті батька, взяв на себе сімейний бізнес у сфері комунікацій. Згодом Тьєррі доводиться продати бізнес і стати. Він емоційно дрейфує в міру того, як його мрії змінюються розчаруванням.
Джонні, художник за фахом, працює в бізнесі Тьєррі, щоб підтримати його картини. Його єдина релігія — гедонізм. Джонні також продає і перевозить кокаїн для місцевого наркодилера, що є ще одним джерелом доходу для нього. Давно не бачившись, вони зустрічаються на вечірці. Після вечірки Тьєррі привозить Джонні додому, щоб познайомити з Зендалі та його бабусею Таттою. Під час розмови про старі часи Джонні пропонує намалювати портрет Тьєррі у них вдома.
Пізніше, закінчивши картину, Джонні показує її Тьєррі, Зендалі й Татті. Відчуваючи розчарування і вразливість Зендалі, Джонні починає залицяється до неї. Джонні й далі переслідує Зенч, і коли вони зустрічаються під час дощу, він користується цим і спокушає її. Їхні сексуальні зв'язки далі відбувалися в різних місцях. Незабаром Тьєррі підозрює, що у них роман.
Згодом Джонні зустрічає Зендалі в церкві і просить її покинути чоловіка. Однак Зендалі відчуває, що не повинна покидати Тьєррі, і швидко розриває стосунки з Коллінзом після того, як він примушує її до сповіді. Вони з Тьєррі знову присвячують себе одне одному, але Джонні, який тепер одержимий нею, не збирається відчепитися так просто. Він простежує за ними до місця їхнього відпочинку в бухті.
Коли Тьєррі дізнається, що в Джонні роман із Зендалі, він напивається і починає конфліктувати, що призводить до нерозсудливості, коли він бере Зендалі та Джонні покататися на швидкісному катері. Тьєррі падає з човна й тоне, відмовляючись від допомоги Зен і Джонні, які пірнають у воду, щоб врятувати його. Зендалі та Джонні засмучені смертю Тьєррі й починають ізолюватися одне від одного: Зендалі подовгу бігає підтюпцем, а Джонні працює над своїми картинами, але стає дедалі більш саморуйнівним. Джонні розриває деякі зі своїх картин і обливає себе чорною фарбою. Він також вживає трохи кокаїну, який мав продати, через що в нього виникають проблеми з постачальником.
Коли Джонні зустрічається із Зендалі, щоб відновити їхній роман і побудувати спільне майбутнє після того, як Тьєррі залишився позаду, вона залишається емоційно віддаленою і натомість вирушає на прогулянку Старим кварталом, а Джонні йде слідом за нею. Коли постачальник наркотиків Джонні намагається вбити його під час перестрілки біля церкви, яку часто відвідує Зендалі, вона затуляє собою Джонні й гине. Наркодилер тікає з місця злочину, залишивши Джонні, тепер уже самотнього, притискати до себе мертве тіло Зендалі. Потім він проходить перед церквою з бездиханною Зендалі на руках.

## Акторський склад
| Актор           | Роль           |
| --------------- | -------------- |
| Ніколас Кейдж   | Джонні Коллінз |
| Джадж Рейнгольд | Тьєррі Мартін  |
| Еріка Андерсон  | Зендалі Мартін |
| Аарон Невілл    | Джек           |
| Вівека Ліндфорс | Татта          |
| Джо Пантоліано  | Геррі          |
| Маріса Томей    | Ремі           |
| Стів Бушемі     | крадій         |
| Єн Еберкромбі   | Луїс Медіна    |
| Зак Галліган    | Родж           |

## Виробництво
Еріка Андерсон розповідала, що в сцені, де Ніколас Кейдж розмальовує її оголене тіло, актор «вклав таку брутальність і таке насильство, що я була в жаху, я почувалася по-справжньому ображеною. Нам довелося зупинити зйомки і повторити все заново наступного дня. Зйомки були чистою порнографією, вони травмували мене».

## Випуск
Прем'єра відбулася 30 квітня 1991 року у Італії. Незважаючи на те, що «Зандалі» вийшов у кінотеатральний прокат у деяких країнах, у Сполучених Штатах він був випущений одразу на відео.

## Відгуки
Фільм отримав загалом негативні відгуки. На сайті Rotten Tomatoes він має рейтинг 33 % на основі 6 рецензій із середньою оцінкою 3,96/10.